# Refresco
Ne pas confondre avec The Refrescos, groupe de ska espagnol.
Le Groupe Refresco, anciennement Menken Beverages, est une entreprise néerlandaise spécialisée dans la production et le conditionnement de boissons rafraîchissantes. Leader mondial de l'embouteillage, Refresco est présent en Europe, en Amérique du Nord.

## Histoire
L'aventure Refresco débute en 2000 à la suite de la fusion de deux entreprises, dont Menken Beverages. Cet événement marque le début d'une stratégie de croissance par la mise en œuvre d'une stratégie d'achat et de construction. Cela a conduit à plus de 30 acquisitions en plus de 20 ans, renforçant la portée géographique de l'entreprise, ses capacités de fabrication et son expertise.
Parmi les acquisitions les plus marquantes, celle, en juillet 2017, des activités d'embouteillage de Cott, incluant 29 sites de productions dont 19 aux États-Unis, pour 1,25 milliard de dollars.

## Implantations

### Dans le monde
Refresco est présente dans 12 pays en Europe et en Amérique du Nord avec plus de 60 sites de production.

### En France
Refresco France, subdivision de Refresco, est implantée depuis 2002, date du rachat de la société Délifruits, implantée à Margès, au groupe Bongrain, qui la détenait depuis 1983. Son activité principale était la mise en bouteille de jus de fruits pour les marques de distributeurs ainsi que pour les marques Tropicana (groupe Pepsi) et Minute Maid (groupe Coca-Cola).
En 2007, Refresco France fait l'acquisition du site de production de Pampryl à Nuits-Saint-Georges puis se diversifie en rachetant l'entreprise belge Sun Beverage Company à Saint-Alban-les-Eaux, spécialisée dans l'embouteillage de boissons gazeuses, qui produit de l'eau minérale gazeuse ainsi que les boissons Pepsi, 7 Up et Lipton Ice Tea destinées au marché français.
En 2011, Refresco France possède 11 lignes de production et emploie 600 salariés sur ses trois sites.
En 2020, Refresco France fait l'acquisition de trois usines de production de boissons au groupe Britvic.